# Katharina Fritsch
Katharina Fritsch   (Essen, 14 de febrer de 1956) és un escultora alemanya.
Va estudiar a la Kunstakademie de Düsseldorf i a la Universitat de Münster i va ser professora d'escultura en aquesta universitat entre 2001 i 2010.
Va començar a exposar el 1979, però la fama internacional li va venir el 1984 amb l'exposició "Von hier aus", a Düsseldorf. El 1995 va representar Alemanya a la Biennal de Venècia. La seva obra ha estat objecte d'exposicions al Museu d'Art Modern de San Francisco, la Tate Modern o el Museu d'Art Contemporani de Chicago i forma part d'exposicions permanents al Museu d'Art Modern de Nova York, el Museu d'Art de Filadèlfia o el Museu Brandhorst de Múnic, entre d'altres.
És reconeguda per una obra que descontextualitza els objectes de consum i la situació de l'obra d'art en la societat. Moltes de les seves obres son objectes descontextualitzats i de mides i colors diferents, que en qüestionen el seu significat.
Les seves obres més reconegudes són Rattenkönig / Rei Rata (1993), un cercle de rates gegants de polièster negre, presentat a la Biennal de Venècia de 1999, Mönch (Monk) (2003), una estoica figura masculina de polièster sòlid de color negre mat, Figurengruppe / Grup de Figures (2006-2008), una instal·lació de nou elements o Hahn (Gallina) (2010), una gallina de 4.3m de color blau ultramar que va estar temporalment instal·lada a la Trafalgar Square de Londres.